# Country Pie
Country Pie – piosenka skomponowana przez Boba Dylana, nagrana przez niego w lutym 1969 i wydana na albumie Nashville Skyline w kwietniu 1969 r.

## Historia i charakter utworu
Utwór ten został nagrany na drugiej sesji do albumu 14 lutego 1969 r. Plonem tej sesji były także: „Peggy Day”, „Tell Me That It Isn’t True” oraz „Lay Lady Lay” (powtórnie, po nieudanych próbach na sesji pierwszej).
Piosenka ta jest najpełniejszym wyrażeniem kreatywnego kryzysu Boba Dylana. Pytanie, jakie sobie zadawano po usłyszeniu tego utworu, było jedno; Czy tę piosenkę napisał ten sam człowiek, który stworzył np. „Subterranean Homesick Blues”? Niestety był to ten sam człowiek.
Różnie ten problem rozwiązywano. Ciekawą interpretację przedstawił Hubert Saal. Nazwał on tę kompozycję deklaracją niepodległości Dylana. Czyli po prostu artysta ten ma zupełne prawo do nagrania nawet tak słabego utworu. Swoją interpretację posuwa jeszcze dalej uważając, że tak naprawdę Dylan pisząc o jedzeniu ciasta pisze o tworzeniu piosenki.
Interpretacje niektórych zwrotów tej kompozycji szły dość daleko; niektórzy w „big white goose” (pol. wielkiej białej gęsi) dopatrywali się nawet symbolu heroiny.

## Wykonania piosenki przez Dylana
Piosenka ta nie była wykonywana przez Dylana na koncertach przez ponad 30 lat.
- Po raz pierwszy zaczął ją wykonywać pod koniec 2000 r.

## Muzycy
- Bob Dylan – gitara, harmonijka, wokal, pianino
- Charlie McCoy – gitara basowa
- Kenneth Buttrey – perkusja
- Pete Drake – elektryczna gitara hawajska
- Norman Blake – gitara, gitara Dobro
- Charlie Daniels – gitara
- Bob Wilson - pianino